# Eupholus azureus
Eupholus azureus és una espècie de coleòpter de la família Curculionidae. Es troba a pastures humides de Papua Nova Guinea.
Eupholus azureus pot assolir una longitud d'aproximadament 32 mil·límetres. Els èlitrs són més amples que el tòrax a la base i puntetjats a l'àpex. Hi ha nou files de punxades profundes regulars i grans a cada èlitre. El scutellum és molt petit i rondó. Eupholus azureus presenta un lleuger estampat negre. El color turquesa deriva de escates molt petites. El tòrax mostra dues línies negres llises en cada costats del solc mitjà. Normalment hi ha una o dos bandes transversals (una és més gran) un poc darrere del mig i no assolint la sutura. La sutura, la regió scutellar i el transverse les bandes són negres. Les cames són blaves i el genoll és negre. Les atenes es troben parcialment cobertes amb quetes sensorials blanquinoses minúscules, mentre el club és marró o negre. Aquesta espècie és caracteritzada per dimorfisme sexual, amb mascles amb un pronotum àmpliament arrodonit i cònic a les femelles.